# Icherisheher FK
Icherisheher FK is een Azerbeidzjaanse voetbalclub uit Bakoe. Vanaf het seizoen 2014/15 gaat de club uitkomen in de Azerbeidzjaanse eerste divisie. De wedstrijden worden gespeeld in het Bayilstadion, dat plaats biedt aan 5.000 toeschouwers.
Bakoe Sportinq ·
Cəbrayıl ·
Difai Ağsu ·
İmişli ·
Karvan Yevlax ·
Mingəçevir ·
MOIK ·
Qäbälä ·
Qaradağ ·
Zaqatala